# Električni Orgazam
Gli Električni Orgazam (in alfabeto cirillico serbo Електрични Оргазам) sono un gruppo rock serbo formatosi nel 1980 a Belgrado. La band è stata attiva fino al 1989 prima di ricomporsi nel 1991.

## Formazione
Attuale
- Srđan Gojković "Gile" – chitarra, voce, cori, produzione (1980–1989, 1991–presente)
- Branislav Petrović "Banana" – chitarra, cori, voce, organo, piano, violino, xilofono (1985–1989, 1991–presente)
- Zoran Radomirović "Švaba" – basso, cori (1986–1989, 1991–presente)
- Blagoje Nedeljković "Pače" – batteria (2002–presente)
- Ljubomir Đukić "Ljuba" – tastiere, cori, voce (1980–1984, 2004–presente)

Ex membri
- Goran Sinadinović – chitarra (1980)
- Goran Čavajda "Čavke" – batteria, cori (1980–1989, 1991–1994)
- Ljubomir Jovanović "Jovec" – chitarra (1980–1984)
- Marina Vulić – basso (1980–1981)
- Jovan Jovanović "Grof" – basso, produzione (1981–1986)
- Ivan Pajević – chitarra (1984)
- Nikola Čuturilo "Čutura" – (1984)
- Dejan Radisavljević "Role" – chitarra (1994)
- Zoran Zagorčić – organo, piano (1994)
- Srđan Todorović "Žika" – drums (1994)
- Vlada Funtek – batteria (1994–1996)
- Miloš Velimir "Buca" – batteria (1996–2002)
- Zdenko Kolar – basso (1998)
- Ivan Ranković "Raka – batteria (1998)

## Discografia
- Električni orgazam (1981)
- Lišće prekriva Lisabon (1982)
- Kako bubanj kaže (1984)
- Distorzija (1986)
- Letim, sanjam, dišem (1988)
- Zašto da ne! (1994)
- A um bum (1999)
- Harmonajzer (2002)
- To što vidiš to i jeste (2010)